# RQ-7 Shadow

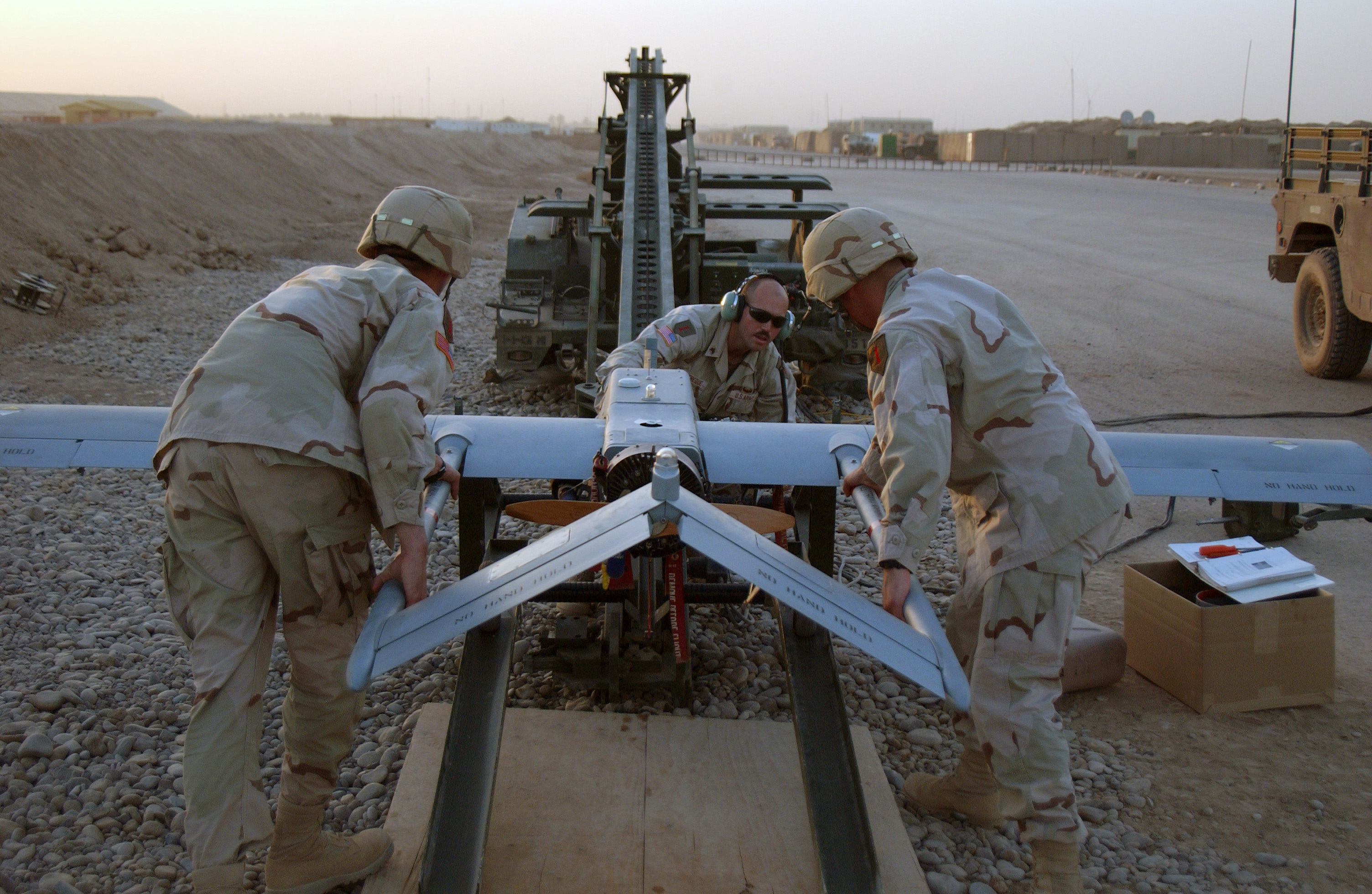
RQ-7 Shadow 200 przygotowywany do startu z pneumatycznej katapulty, Irak

RQ-7 Shadow – taktyczny, bezzałogowy aparat latający (UAV - Unmanned Aerial Vehicle) opracowany  przez izraelską firmę AAI Corporation i jej amerykańską filię. Przeznaczony do prowadzenia rozpoznania pola walki w dzień i w nocy.

## Historia
Shadow jest rozwinięciem projektu RQ-2 Pioneer. Pierwotnie następcą Pioneerów miał być RQ-6 Outrider, jednak problemy związane z tym aparatem zaowocowały skupieniem środków jakimi dysponowała zamawiająca pojazdy US Army na projekcie RQ-7. System został zaprojektowany do realizacji zadań lokalizacji i identyfikacji celów dla oddziałów szczebla brygady w odległości do 125 km od centrum operacyjnego brygady. W 1999 roku zamówiono pierwsze cztery aparaty które otrzymały nazwę Shadow 200, a w roku 2001 zamówiono kolejne cztery pojazdy do badań i testów. W październiku 2002 roku rozpoczęto produkcję seryjną RQ-7.

## Konstrukcja
Shadow jest konstrukcją kompozytową z silnikiem spalinowym napędzającym drewniane, dwułopatowe śmigło pchające. Kadłub zaopatrzony jest w trójgoleniowe podwozie. Aparat startuje poziomo z pasa startowego lub innej pozbawionej przeszkód płaskiej powierzchni. W przypadku kiedy start poziomy jest niemożliwy, Shadow może startować z wykorzystaniem pneumatycznej katapulty. Aparat ląduje poziomo i zatrzymywany jest przez system lin, które łapie hakiem zamocowanym pod kadłubem. RQ-7 zaopatrzony jest w dwa typy stabilizowanych głowic optoelektronicznych. Pierwsza z nich to POP-200 (Plug in Optronic Payload-dołączane wyposażenie optoelektroniczne) i nowsza wersję POP-300. Obydwie głowice opracowane zostały przez izraelską firmę Tamam Division będącą częścią Israel Aerospace Industries. Na standardowe wyposażenie głowic składają się kolorowa kamera obserwacji dziennej, kamera termowizyjna oraz laserowy wskaźnik celów. W głowicy POP-300 poprawie uległa jakość rejestrowanego obrazu. Obraz przesyłany jest do naziemnego stanowiska kontroli lotu w czasie rzeczywistym.

## Warianty
RQ-7A - wariant podstawowy, posiadający głowicę POP-200.
RQ-7B - doświadczenia zebrane podczas eksploatacji RQ-7A pozwoliły opracować wersję B, w której powiększono rozpiętość skrzydeł, co zaowocowało zwiększeniem ilości zabieranego paliwa a tym samym wydłużyło czas przebywania aparatu w powietrzu o dwie godziny. Zamontowano komputer o większej mocy obliczeniowej i precyzyjniejszy bezwładnościowy system kontroli lotu, współpracujący z odbiornikiem GPS. W wersji tej umieszczano już głowicę POP-300.
RQ-7 Shadow 400 - będący wersją morską aparatu o powiększonej względem wersji B rozpiętości, długości i większej masie zabieranego wyposażenia. Jeden z takich zestawów zakupiła Marynarka Wojenna Korei Południowej.
RQ-7 Shadow 600 - wersja zakupiona przez Rumunię i lotnictwo wojskowe Turcji, jest największym przedstawicielem rodziny RQ-7, o wydłużonym do 12 godzin czasie przebywania w powietrzu, nowym silniku UEL AR-801 o mocy 45 KM i najnowszym oprogramowaniem komputera pokładowego.

## Służba
Aparaty brały udział w misji w Kosowie w 2001 roku, misji nieudanej, jako że bardzo szybko rozbiciu uległy dwa aparaty. Bardzo intensywnie RQ-7 były wykorzystywane w Iraku. Po raz pierwszy podczas operacji Iraqi Freedom tzw. II wojny w Zatoce Perskiej w 2003 roku. 21 maja 2010 roku Szwecja zakupiła osiem aparatów Shadow 200 wraz z naziemnymi stacjami kontroli lotu. Maszyny weszły w szwedzkiego komponentu ekspedycyjnych grup bojowych Unii Europejskiej. Maszyny znalazły się również na wyposażeniu Pakistanu, tuzin aparatów wykorzystywanych jest do monitorowania pogranicza Pakistańsko-Afgańskiego.
W grudniu 2005 roku ogłoszono plan zakupu dwóch systemów, każdy liczący po cztery aparaty latające, RQ-7B Shadow 200 dla polskich
wojsk lądowych. 15 grudnia 2005 roku wystosowano oficjalne pismo do producenta. Cały zakup miał być sfinansowany z amerykańskiego programu United States Foreign Military Financing. Z powodu wzrostu kosztów, zamówienie ograniczono do jednego zestawu aby w czerwcu 2007 roku cały program ostatecznie anulować.
Cztery systemy, w skład każdego wchodziły po cztery aparaty, zostały zakupione w 2010 roku przez Włochy. Kontrakt obok samych bezzałogowych samolotów obejmował również stacje kontroli naziemnej i infrastrukturę potrzebną do obsługi i eksploatacji. Dostawy Shadow 200 zaczęto realizować w 2011 roku. Zakupiono aparaty w standardowej konfiguracji z głowicami elektrooptycznymi POP300 z dalmierzem/laserowym podświetlaczem celów, kamerą światła dziennego i termowizyjną. Włoskie aparaty były intensywnie wykorzystywane od 2016 roku w ramach Task Force „Fenice” operującego w Afganistanie, osiągając nalot ponad 3000 godzin. Włoskie aparaty zostały zmodernizowane do wersji Shadow v2 (oznaczanej również jako RQ-7C).